# Вілла Яроша у Дрогобичі
Вілла Яроша- архітектурна пам'ятка місцевого значення в Україні в м. Дрогобич, Львівська Область.                                                         

## Історія
Вілла бургомістра була побудована на рубежі 19-20 століть місцевими підприємцями Шпіцманамі - відомими діячами у Дрогобичі завдяки видобутку нафти. Після Першої світової війни палац викупив Реймонд Ярош- останній бугомістр міста.

## Архітектура
Вілла Яроша розташована на вулиці Шевченка або на «вулиці вілл» в Дрогобичі. Двоповерхова споруда вирізняється багатою ліпниною і архітектурним стилем віденська сецесія, який виник в Австрії в кінці 19 століття.

## Сучасний стан
Нині в старовинній віллі розташовується біолого-природничий факультет Дрогобицького педагогічного університету імені Івана Франка.